# Titanoeca flavicoma
Titanoeca flavicoma is een spinnensoort in de taxonomische indeling van de rotskaardespinnen (Titanoecidae).
Het dier behoort tot het geslacht Titanoeca. De wetenschappelijke naam van de soort werd voor het eerst geldig gepubliceerd in 1872 door Ludwig Carl Christian Koch.